# Шляхтун Петро Панасович
Петро Панасович Шляхтун (20 серпня 1945, Київ, УРСР) — український політолог, викладач, доктор філософських наук, професор, завідувач кафедри політичних наук філософського факультету Київського національного університету імені Тараса Шевченка. Керівник написання 18 кандидатських і 4 докторських захищених дисертацій. 

## Біографія та наукова діяльність
У 1968 році вступив на спеціальність "філософія" КНУ імені Тараса Шевченка, у 1973 році отримав кваліфікацію "викладач філософських дисциплін". У 1976 році захистив дисертацію на тему "Місце і роль інтелігенції в сучасному буржуазному суспільстві", здобув науковий ступінь кандидата філософських наук (спеціальність 09.00.02 науковий комунізм). У 1987 році захистив дисертацію на тему "Методологічні проблеми дослідження соціально-класової структури сучасного буржуазного суспільства", здобув науковий ступінь доктора філософських наук (спеціальність 09.00.01 діалектичний та історичний матеріалізм) 
З 1973 по 1989 роки працював асистентом, старшим викладачем, доцентом кафедри наукового комунізму філософського факультету. З 1989 року по теперішній час працює завідувачем кафедри політичних наук філософського факультету КНУ. 
У 1983 році проходив науково-педагогічне стажування в Університеті Санта Клари. У 1987 році проходив науково-педагогічне стажування в Дебреценському університеті (Угорщина).
Викладав на філософському факультету КНУ в різні роки такі предмети: вступ до університетських студій, сучасний зарубіжний конституціоналізм, соціальні засади політики, методика викладання соціально-політичних дисциплін у закладах вищої освіти, політологія. 
Заступник Голови об'єднаного профспілкового комітету КНУ (1969-1973), голова Науково-методичної комісії Міністерства освіти і науки України з політології (1989-1994), голова спеціалізованої вченої ради по захисту кандидатських і докторських дисертацій зі спеціальностей політичних наук (1990-2017). Член Вченої ради Київського національного університету імені Тараса Шевченка (1994-2020).
Рідна мова українська, також володіє російською та французькою мовами. 
Область наукових інтересів: соціальні засади та правове регулювання політичних відносин. 

## Нагороди
Орден "За заслуги" ІІІ ступеня
Знак "Відмінник освіти України"
Відзнака Вченої ради КНУ
Заслужений професор КНУ (Рішення Вченої ради університету від 07.06.2010 року)